# Nazitübbies
Nazitübbies son una serie de cortos transmitidos en el programa nocturno danés den 11. time (La Hora Once o La Penúltima Hora). El show es una parodia de la serie de televisión para niños los Teletubbies de la BBC, y trata de concebir cómo habría sido ésta si los nazis hubieran ganado la Segunda Guerra Mundial.
En los Nazitübbies se muestran a los cuatro personajes: Hermann Göring, Joseph Goebbels, Heinrich Himmler y Rudolf Hess, llamados así por los cuatro líderes nazis del mismo nombre. Viven en un búnker subterráneo en un florido prado y participan en varias actividades saludables como robarse entre ellos oro Nazi, desfilar con sus perros alemanes, o aprendiendo el paso militar bajo la comandancia del líder Nazitübbie, Luftmarschall Göring (Air Marshal). Por ejemplo en un acto satánico convocan a una gendarme alemana que acaba por castigarlos azotándoles con un látigo.
Mientras los Teletubbies son amigos y se ayudan entre sí, a los Nazitübbies no les importa pisarse los unos a los otros. Además sus trajes son parecidos a los coloridos originales pero mezclados con oscuros uniformes militares.
Como los Teletubbies, los Nazitübbies muestran pequeños clips en las pantallas que tienen en sus barrigas. Estos son normalmente cogidos de "Die Deutsche Wochenschau", una serie de noticiarios alemanes llevados a cabo desde 1940 hasta el final de la Segunda Guerra Mundial. Estos se centran a menudo en los logros de Fritz Todt y la construcción de la Autobahn.
La cara de Adolf Hitler aparece en el sol del prado. Cada vez que es mostrado se puede oír la risa del bebé de la serie original que está en su lugar. La música incidental que suena es una mezcla entre melodías alegres para niños y marchas militares.
Pese a ser un programa danés, las voces están grabadas en alemán, dotándole de una mayor sátira. Adicionalmente se muestran subtítulos en danés. En sitios como Youtube se puede encontrar una traducción al inglés.
El debate den 11. time se transmitía en Danmarks Radio, la compañía pública de difusión nacional danesa.